# モノノ怪
『モノノ怪』（モノノけ）は、日本のホラーアニメ作品。フジテレビの深夜アニメ枠『ノイタミナ』の第8作目として、2007年7月から9月までフジテレビほかにて放送された。全12話で、5つのエピソードからなるオムニバス形式となっている。

## 概要
本作品は、「ノイタミナ」枠で2006年に放送された『怪 〜ayakashi〜』のエピソード「化猫」の続編で、制作スタッフもほぼ同じである。「化猫」編を作成した中村健治単独での初監督作品となる。アニメーション制作は『怪 〜ayakashi〜』に引き続き東映アニメーションが担当した。
前作に続いて、謎の薬売りを主人公とし、近世（江戸時代）の日本をモチーフにした世界（ただし、最後のエピソードのみ近代）を舞台に、「座敷童子」「海坊主」「のっぺらぼう」「鵺（ぬえ）」「化猫」という5つの怪異エピソードがオムニバス形式で描かれる。
退魔の剣の声を担当する竹本英史は、全話において何らかの役との一人二役となった。
『ノイタミナ』枠設置15周年を記念して2020年に「東京アニメアワードフェスティバル2020」の特別プログラムとして開催された投票企画「“ノイタミナ”15周年記念プログラム ～あなたが選ぶ思い出の3作品～」では、2005 - 2009年度第1位に選ばれた。

### モノノ怪の美術
本作は和紙の質感をテクスチャーとして取り入れているほか、和風をベースにした独特な世界観を支える美術やデザインにおいても評価が高い。「座敷童子」では浮世絵や目黒雅叙園、「海坊主」ではクリムト風な絵、「のっぺらぼう」では能や屏風絵や表現主義をイメージしたという筆使い、「鵺」では他の回とは打って変わったモノクロを意識した押さえたカラーと水墨画、「化猫」では時代に合わせた小林かいちや竹久夢二の大正モダンやパブロ・ピカソのゲルニカ風な絵などを効果的に使っているほか、各所に様々に解釈可能な暗喩や隠喩を含ませたアイコンを散りばめている。
モブキャラクターの描き方もメインキャラクターとは別を画し、「座敷童子」では黒く潰した顔に回転する小花を散りばめ、「のっぺらぼう」では顔を白地を十字に区切った面布で隠し、「化猫」ではマネキンにして描いている。メインキャラクターに関しては、デザインした橋本敬史は主役の薬売り以外はポンチ絵のつもりで作成したと語っている。

## 各編のあらすじと登場人物
人の情念や怨念がアヤカシ（妖）に取り憑くと、人に災いを成すモノノ怪となる。そのモノノ怪を斬ることができる退魔の剣を携えた薬売りの男は、モノノ怪が起こす妖異を解決するため諸国を巡っている。しかし、モノノ怪を斬るためには、そのモノノ怪の「形（かたち）」と「真（まこと）」と「理（ことわり）」を明らかにする必要があり、薬売りは関係者たちから話を伺い、妖異の背景にある人の情念や怨念を探っていく。
薬売り
声 - 櫻井孝宏（テレビアニメ） / 神谷浩史（劇場アニメ）
主人公。本名不明。
透けるような白肌に、淡い金色の長髪と青い眼、長く尖った耳を持ち、隈取のような化粧をした整った顔立ちの青年。蛾をモチーフにした柄の着物を着ている。モノノ怪を倒すために諸国を巡っているが、表向きはその通称通り、諸国を巡って薬の行商を行っている。後述のようにモノノ怪の発見やこれを倒すために様々な術を扱い、時代が変わってもほぼ同じ外見のままなど、その素性や正体には謎が多いが、本人はあくまで自分は人間であるという。劇中では、その出自や、モノノ怪を倒す目的は一切明かされない。
あやかしやモノノ怪の知識が豊富で、モノノ怪を唯一倒すことができる退魔の剣を携えている。しかし、退魔の剣を鞘から抜くためにはモノノ怪の「形（かたち）」と「真（まこと）」と「理（ことわり）」を明らかにする必要がある。これ以外にも結界の要や障壁にもなる御札や、モノノ怪との霊的な距離を測る天秤（投扇興の的の蝶のような形をしている）等、不思議な道具を持ち歩いている。
形と真と理が判明し、退魔の剣が抜けるようになると、褐色肌に灰白色の長髪(劇場アニメでは赤髪)、白目に相当する部分が黒色で紅い瞳、全身に金の紋様(劇場アニメでは赤の紋様)を持つ姿に変わる。劇中では特にこの状態についての呼称はなく、設定書では「封印が解けた薬売り」と呼ばれる。トークイベントにおいて、スタッフ間では「ハイパー」と呼ばれていたという。

### 「座敷童子」
雨の降る夜。歴史ある大きく絢爛な建物の旅籠「万屋」に身重の若い娘・志乃が一晩泊めて欲しいとやってくる。満室であったが、老女将の久代は訳あって使っていないという最上階の部屋に彼女を通す。志乃は奉公していた店の若旦那との間に子供ができてしまい追い出されたと身の上を明かし、久代は同情するものの、子供を産むことは諦めるように苦言する。そして広い部屋に一人になった志乃は、いつのまにか部屋に入っていた謎の子供を見つける。それを発端に様々な怪奇現象が起こり、志乃を殺害すべく部屋に侵入した殺し屋の直助は怪死する。そこにモノノ怪を斬るためにやってきたという薬売りの男が現れ、妖かしの正体が座敷童子であると指摘する。
志乃（しの）
声 - 田中理恵
雨の降る夜に旅籠「万屋」を訪れた金髪碧眼そばかすの女。使用人として働いていた家の若だんなとの間のややこ（赤子）を身篭っており、無事に産む事を望んでいる。
久代（ひさよ）
声 - 藤田淑子
万屋の老女将。部屋は満室であったが、身重の志乃の頼みを聞き入れ、本来は客室でない最上階に彼女を泊める。色々と世話を焼くものの、志乃のような身の上で子供を産む事には苦言を呈す。
徳次（とくじ）
声 - 塩屋浩三
万屋の番頭。黒い縮れ髪で暗褐色の肌をしている。
直助（なおすけ）
声 - 竹本英史
志乃の働いていた家が差し向けた殺し屋。志乃を腹の赤子ともども亡き者にしようと狙う。
若だんな
声 - 沼田祐介
志乃が使用人として働いていた家の跡取り息子。志乃が身篭っている子の父親だが容貌は描写されていない。
赤ん坊
声 - 小松里歌
万屋に泊まった志乃の前に突然現れた子供達。正体は座敷童子の意識。
座敷童子
声 - 日比愛子
「万屋」の最上階の特別な部屋に潜むアヤカシ。

### 「海坊主」
薬売りは、廻船問屋・三國屋多門の江戸行きの廻船に乗っていた。船には他に、かつて化猫騒動で出会った若い女性・加世や、弟子を連れた高僧・源慧、怪しげな修験者・柳幻殃斉、不気味な浪人・佐々木兵衛が乗り合わせていた。夜半、何者かによって羅針盤が狂わされ、船はアヤカシの海と呼ばれる海域「竜の三角」に迷い込んでしまう。そして船幽霊や海座頭などの怪異に襲われるが、いずれも薬売りが探すモノノ怪ではない。やがて源慧は、ここをアヤカシの海に変えたものは、かつて実妹・お庸が人身御供にされた虚舟ではないかと打ち明ける。
加世（かよ）
声 - ゆかな
化猫騒動の件（前作のエピソード）で薬売りと知り合った娘。新しい奉公先を探すために江戸へ行こうと船に乗る。
源慧（げんけい）
声 - 中尾隆聖
徳を積んだ老いた高僧。様々な怪異の前にも泰然自若としている。
菖源（そうげん）
声 - 浪川大輔
源慧の弟子。師を慕い、身の周りの世話をしている。
佐々木兵衛（ささき ひょうえ）
声 - 阪口大助
長く垂れた前髪に常に目を見開いている不気味な侍。薬売りの退魔の剣に興味を示す。
柳幻殃斉（やなぎ げんようさい）
声 - 関智一
幇間のような格好の修験者。霊的なものに関する知識は深いが自信過剰気味で、お調子者。口調は講談じみている。
三國屋多門（みくにや たもん）
声 - 高戸靖広
廻船「そらりす丸」の主。金の亡者。
五浪丸（ごろうまる）
声 - 竹本英史
「そらりす丸」の船長。
海座頭
声 - 若本規夫
魚の姿をした座頭のアヤカシ。琵琶を奏でながら、「おまえが最も恐れるものは、何か」と問うてくる。
お庸（およう）
声 - 池澤春菜
源慧の実妹。長い黒髪の少女。故人。その昔、海の怪異を鎮める人身御供として、兄の身代わりに虚舟（うつろぶね）に乗り込む。
海坊主
声 - 福原耕平
竜の三角をアヤカシの海に変えたもの。巨大な眼で天より海上を見下ろす。

### 「のっぺらぼう」
とある藩士の家に嫁いだ・お蝶は、夫やその親族を皆殺しにした罪で、奉行に裁かれ死罪を申し付けられる。その牢屋に同じく罪人として捕まっていた薬売りが現れる。薬売りは、これはアヤカシの仕業であり、あなたが本当に家族を殺したのかと問うが、そこに奉行を名乗る仮面の男が現れ、薬売りを退ける。仮面の男は、自分はアヤカシだが、お蝶に惚れたため祝言を挙げようという。お蝶は仮面の男との祝言に幸せを感じるが、再度、薬売りが現れ、真と理を見つけてモノノ怪（のっぺらぼう）を斬るために彼女の人生を追体験する必要があると語る。
お蝶（おちょう）
声 - 桑島法子
日置藩藩士・佐々木和正に嫁いだ女。母の期待に応えようとするあまり、幼子の頃よりずっと心を押し殺して生きてきた。
仮面の男
声 - 緑川光
お蝶の前に現れた謎の男。いつもは煙管を手に狐の仮面を被っているが、面の表はさまざまに変えることができる。
お蝶の実母
声 - 真山亜子
夫を失い、家の力が衰えてしまったことから、娘のお蝶を武家の名家に嫁がせることによる御家の再興を図る。娘が幼い頃から厳しく稽古事をさせていた。
お蝶の亭主（佐々木和正）
声 - 竹本英史
日置藩藩士で、お蝶の亭主。彼女のことをぞんざいに扱っており、妻というよりもまるで飯盛女のごとくにあしらっている。
姑
声 - 上村典子
お蝶の亭主の母。亭主同様、お蝶に対して良い感情は抱いていない。
義弟と弟嫁
声 - 岡本寛志（義弟） / 佐々木亜紀（弟嫁）
夫婦ともども、お蝶をバカにしている。
奉行
声 - 福原耕平
お蝶が起こしたとされる事件を裁いた。

### 「鵺」
今は寂れた香道・笛小路流の家元の邸宅に薬売りと3人の男たち、公家の大澤、廻船問屋の半井、東侍の室町がやってくる。男たちは家の主・瑠璃姫の婿候補であり、組香で雌雄を決することになっていた。もう1人の候補・実尊寺が現れない中、薬売りが代わりに参加し、源氏香で戦うことになる。勝負が終わり結果を待つ中で、隣室から実尊寺の惨殺死体が見つかり、さらに瑠璃姫まで他殺体で見つかる。場は恐慌状態に陥るが、なぜか男たちは姫ではなく、謎の「東大寺」の心配をする。薬売りに問われ、男たちは「東大寺」の正体が、所持した者は天下を取ると言われる香木「欄奈待」（らんなたい）であることを明かす。本当の狙いであったそれを手に入れるべく、今度は薬売りが香元となって、男たちは竹取の香で戦うことになるが、そこに鵺（ぬえ）の鳴き声が響く。
大澤廬房（おおさわ ろぼう）
声 - 青野武
瑠璃姫の婿候補の1人。「おじゃる」口調で話す公家。香道を嗜む。
室町具慶（むろまち ともよし）
声 - 竹本英史
瑠璃姫の婿候補の1人。香道には疎い東侍。気性が荒く、直情的。
半井淡澄（なからい たんすい）
声 - 広瀬正志
瑠璃姫の婿候補の1人。付け鼻（鼻覆い）を着用した廻船問屋の主。香道では知られた人物。
実尊寺惟勢（じっそんじ これなり）
声 - 内田直哉
瑠璃姫の婿候補の1人。素肌の上に裃（かみしも）と袴をまとった男。香道に自信がある。
瑠璃姫（るりひめ）
声 - 山崎和佳奈
香道・笛小路流の家元。4人の婿候補に、源氏香の勝負による婿決めを提案する。
老いた尼僧
声 - 小林由利
瑠璃姫に仕える女中。視力が弱い。
童女
声 - 鎌田梢
屋敷内に現れ消える謎の少女。
鵺
猿の顔、狸の胴体、虎の手足、蛇の尾を持つと伝えられている、見る角度によって異なる姿で現れるアヤカシ。

### 「化猫」
大正末から昭和初期とおぼしき都会。地下鉄の開通を祝う式典が盛大に行われ、建設に尽力した市長らを乗せて電車の初乗りが行われる。ところが謎の怪異に見舞われ、市長や刑事、運転手、記者、未亡人、少女、少年が先頭車両に集められ、閉じ込められる。市長が変死を遂げる中、モノノ怪を斬りに来たという薬売りが現れ、バラバラに見える乗客たちの共通点を探っていく。やがて、客たちは数ヶ月前に起こった女性記者・市川節子の飛び降り自殺に何らかの形で関わっていたことが判明する。市川の怨念と猫の魂が混ざったモノノ怪・化猫を斬るため、薬売りはさらに彼女の死の真相を調べる。
森谷清（もりや きよし）
声 - 竹本英史
新聞社のデスク記者。開通した地下鉄の取材中に巻き込まれる。次々に起こる怪異を手帳に書き留めていく。
福田寿太郎（ふくだ じゅたろう）
声 - 岩崎ひろし
市長。鷹揚とし、人当たりの良い中年男性。地下鉄建設に関して黒い噂があるとされる。
門脇栄（かどわき さかえ）
声 - 稲葉実
刑事。地下鉄に乗り込む市長を警護するべく随行する恰幅の良い横柄な小男。
木下文平（きのした ぶんぺい）
声 - 佐々木誠二
電車の運転士。怪異に見舞われ酷く怯えた中年男性。
野本チヨ（のもと チヨ）
声 - ゆかな
駅前のカフェーの女給。女優志望であり、有名になることを望んでいる。
山口ハル（やまぐち ハル）
声 - 沢海陽子
未亡人。姑との生活に嫌気がさしており、密かに愛人と逢瀬を重ねている。
小林正男（こばやし まさお）
声 - 日比愛子
牛乳配達の坊主頭の少年。一人だけ怪異を起こしている女性が見える。
市川節子（いちかわ せつこ）
声 - 折笠富美子
新聞記者で、森谷の部下。故人。気が強く男勝りな性格。汚職事件をスクープしようとしていたが、霧ヶ原陸橋から飛び降り自殺を図った。

## モノノ怪とアヤカシ
第4話（「海坊主」二の幕）にて本作におけるモノノ怪（物の怪）とアヤカシ（妖）の違いについて説明がなされている。アヤカシとはこの世の道理とは別の世界に存在する物の総称だとし、その行動原理などを人が理解することは困難とされる。また、その成り立ちは千差万別であって、人の霊から成るモノや付喪神のように物が古くなって魂が宿ったモノなどがある。一方でモノノ怪については、まず「モノ」とは荒ぶる神のことを指し、"怪（ケ）"とは病のことを指すと説明される。人を病のように祟るものをモノノ怪と呼び、恨みや憎しみなどの人の激しい情念がアヤカシと結びつくことによって生まれるモノとする。そのため、モノノ怪には真（事の有様）と理（心の有様）が存在する。また薬売りはアヤカシを「八百万の神と似た存在」と語る一方でモノノ怪を「人に近過ぎる」と語っている。
アヤカシであればまだ封印の呪符などが効く余地があるが、モノノ怪を退治できるのは退魔の剣となる。逆に退魔の剣ではアヤカシを倒すことはできず、薬売りと柳幻殃斉は古の伝承に従って、アヤカシである船幽霊と海座頭を退けようとする。

## スタッフ（テレビアニメ）
- 企画 - 松崎容子[1]
- シリーズディレクター - 中村健治[7]
- キャラクターデザイン・総作画監督 - 橋本敬史[7]
- 美術デザイン - 倉橋隆[7]、保坂有美[7]
- 色彩設計 - 永井留美子[1]
- 音響監督 - 長崎行男[1]
- 音楽 - 高梨康治[7]
- 編集 - 片瀬健太
- CGチーフディレクター - 森田信廣[1]
- プロデューサー - 高瀬敦也[1]、梅澤淳稔[1]、柴田宏明[1]
- アニメーション制作 - 東映アニメーション[7]
- 制作 - モノノ怪製作委員会[7]（フジテレビジョン、アスミック・エース エンタテインメント、東映アニメーション、電通、ソニー・ミュージックエンタテインメント、スカパー・ウェルシンク）

## 主題歌（テレビアニメ）
「下弦の月」
小松亮太×チャーリー・コーセイによるオープニングテーマ。作詞は春和文、作曲・編曲は小松亮太。
「ナツノハナ」
JUJUによるエンディングテーマ。作詞ははしもとみゆき、作曲は谷口尚久、編曲はCHOKKAKU。

## 各話リスト
| 話数   | サブタイトル      | 脚本         | 絵コンテ          | 演出                | 作画監督                              | 美術            | 初放送日       |
| ------ | ----------------- | ------------ | ----------------- | ------------------- | ------------------------------------- | --------------- | -------------- |
| 第1話  | 座敷童子 前編     | 高橋郁子     | 中村健治          | 中村健治 羽多野浩平 | 橋本敬史                              | 保坂有美        | 2007年 7月13日 |
| 第2話  | 座敷童子 後編     | 高橋郁子     | -                 | 渡辺純央            | 渡辺奈月                              | 保坂有美        | 7月20日        |
| 第3話  | 海坊主 序の幕     | 小中千昭     | 古橋一浩          | 内山まな            | 飯飼一幸                              | 保坂有美 倉橋隆 | 7月27日        |
| 第4話  | 海坊主 二の幕     | 小中千昭     | 古橋一浩          | まつもとよしひさ    | 曾我篤史                              | 保坂有美 倉橋隆 | 8月3日         |
| 第5話  | 海坊主 大詰め     | 小中千昭     | 古橋一浩          | 羽多野浩平          | 窪秀巳 袴田裕二                       | 保坂有美 倉橋隆 | 8月10日        |
| 第6話  | のっぺらぼう 前編 | 石川学       | -                 | うえだひでひと      | 岡辰也                                | 保坂有美 倉橋隆 | 8月17日        |
| 第7話  | のっぺらぼう 後編 | 石川学       | 梅澤淳稔 渡辺純央 | 中尾幸彦            | 渡辺奈月 袴田裕二                     | 保坂有美 倉橋隆 | 8月24日        |
| 第8話  | 鵺 前編           | 小中千昭     | -                 | 山﨑浩司            | 石原恵治 窪秀巳                       | 保坂有美 倉橋隆 | 8月31日        |
| 第9話  | 鵺 後編           | 小中千昭     | -                 | 山﨑浩司            | 草間英興 工原しげき 羽山賢二 石原恵治 | 保坂有美 倉橋隆 | 9月7日         |
| 第10話 | 化猫 序の幕       | 高橋郁子     | 石黒育            | 羽多野浩平          | 桑原幹根 袴田裕二                     | 保坂有美 倉橋隆 | 9月14日        |
| 第11話 | 化猫 二の幕       | 高橋郁子     | 石黒育            | うえだひでひと      | 岡辰也 渡辺奈月 渡部穏寛 谷川亮介     | 保坂有美 倉橋隆 | 9月21日        |
| 第12話 | 化猫 大詰め       | ヨコテミチコ | 石黒育            | 中村健治            | 橋本敬史                              | 保坂有美 倉橋隆 | 9月28日        |

## 放送局
| 放送期間                 | 放送時間                     | 放送局         | 対象地域   | 備考                                   |
| ------------------------ | ---------------------------- | -------------- | ---------- | -------------------------------------- |
| 2007年7月13日 - 9月28日  | 金曜 0:45 - 1:15（木曜深夜） | フジテレビ     | 関東広域圏 | 製作参加 / 字幕放送 / 『ノイタミナ』枠 |
| 2007年7月18日 - 10月3日  | 水曜 1:53 - 2:23（火曜深夜） | 関西テレビ     | 近畿広域圏 | 字幕放送                               |
| 2007年7月20日 - 10月5日  | 金曜 2:05 - 2:35（木曜深夜） | 東海テレビ     | 中京広域圏 |                                        |
| 2007年7月26日 - 10月11日 | 木曜 2:10 - 2:40（水曜深夜） | テレビ西日本   | 福岡県     | 字幕放送                               |
| 2007年7月27日 - 10月12日 | 金曜 2:00 - 2:30（木曜深夜） | 新潟総合テレビ | 新潟県     |                                        |
| 2007年8月8日 - 10月31日  | 水曜 1:10 - 1:40（火曜深夜） | 北海道文化放送 | 北海道     | 字幕放送                               |

## 劇場アニメ
『劇場版モノノ怪』は全3章で構成される。3作品とも「大奥」を舞台とし、薬売りが「モノノ怪」を斬るという形になっているが、それぞれが独立したひとつの作品として制作される。また、監督の中村健治は、テレビアニメの視聴経験がない人でも見れるようにしたほか、全3作品のうちどれから見てもいいようにしたという。また中村は、「三部作全体で大きなひとつの『情念』を薬売りが斬る物語にもなっています。」としている。

### 劇場版モノノ怪 唐傘
第一章『劇場版モノノ怪 唐傘』（げきじょうばんモノノけ からかさ）は、2024年7月26日に公開された。
制作にあたって行われたクラウドファンディングでは、1000万円としていた目標を大きく上回る約6000万円が集まった。
当初は2023年に公開される予定だったが、「作品性の観点からの決断」として2023年3月に、テレビアニメで薬売り役を務めた櫻井孝宏の降板、および公開時期の延期が発表された。新たな薬売り役には神谷浩史が起用された。

#### あらすじ（唐傘）
アサは御右筆のお役目に憧れ大奥へやってきた。そしてアサは大奥の前で出会った同期のカメと仲良くなる。大奥には過去を断つため、自身の大切なものを底が見えない井戸へ捨てるしたきり「出離の儀（しゆつりのぎ）」を行う。そこで「捨てるものはない」と言ったアサ、そして大事な櫛を捨てたカメ。二人は大奥で頑張ろうと決意する。アサは優秀だったが、カメは仕事が不得意で先輩に叱られてばかり。アサは大奥のしごとや、彼女の世話に追われながらも、カメといると楽しいと感じるのだった。そんな二人だったが、やがて大奥で事件が起きる。そこに現れた怪しげな薬売り。薬売りは「これは、唐傘だ」と言い放つ。

#### キャスト（唐傘）
- 薬売り - 神谷浩史[8]
- アサ（新人女中） - 黒沢ともよ[15]
- カメ（新人女中） - 悠木碧[15]
- 歌山（大奥の頂点に君臨する御年寄） - 小山茉美[15]
- 北川（大奥の先輩女中） - 花澤香菜[16]
- 淡島（歌山の直属の部下の女中） - 甲斐田裕子[16]
- 麦谷（先輩女中） - ゆかな[16]
- 三郎丸（侍） - 梶裕貴[16]
- 平基（三郎丸の同僚） - 福山潤[16]
- 坂下（大奥と七つ口の警備係） - 細見大輔[16]
- 北斗（司祭） - 津田健次郎[16]
- 天子（幕府の象徴かつ最高位） - 入野自由[16]
- 大友ボタン（御中臈） - 戸松遥[16]
- 時田フキ（御中臈） - 日笠陽子[16]

#### スタッフ（唐傘）
- 監督 - 中村健治[13]
- 脚本 - 山本幸治、中村健治
- キャラクターデザイン - 永田狐子[8]
- アニメーションキャラデザイン・総作画監督 - 高橋裕一[8]
- 美術設定 - 上遠野洋一[11]
- 美術監督 - 倉本章[11]、斎藤陽子[11]
- 色彩設計 - 辻󠄀田邦夫[11]
- ビジュアルディレクター - 泉津井陽一[11]
- 3D監督 - 白井賢一[11]
- 編集 - 西山茂[11]
- 音響監督 - 長崎行男[11]
- 音楽 - 岩崎琢[11]
- プロデューサー - 佐藤公章[11]、須藤雄樹[11]
- 企画プロデュース - 山本幸治[11]
- 制作 - ツインエンジンEOTA[13]
- 製作 - ツインエンジン
- 配給 - ツインエンジン、ギグリーボックス[11]

#### 主題歌（唐傘）
「Love Sick」
アイナ・ジ・エンドによる主題歌。

#### 評価（唐傘）
| 受賞年 | 賞                           | 部門                                 | 結果 | 出典          |
| ------ | ---------------------------- | ------------------------------------ | ---- | ------------- |
| 2024年 | 第28回ファンタジア国際映画祭 | 今敏賞（最優秀長編アニメーション賞） | 受賞 | [ 17 ] [ 18 ] |
| 2024年 | 第28回ファンタジア国際映画祭 | 長編アニメーション部門観客賞         | 銅   | [ 19 ] [ 20 ] |

「第28回ファンタジア国際映画祭」において最優秀長編アニメーション賞にあたる「今敏賞」を受賞した際に、同映画祭はコメントで次のように評した。
また、興行通信社による日本国内の公映画観客動員ランキングでは、初登場第7位を記録した。

### 劇場版モノノ怪 火鼠
第二章『劇場版モノノ怪 火鼠』（げきじょうばんモノノけ ひねずみ）は、2025年3月14日に公開された。

#### スタッフ（火鼠）
- 総監督 - 中村健治[23]
- 監督 - 鈴木清崇[23]
- 脚本 - 新八角[24]
- キャラクターデザイン - 永田狐子[23]
- アニメーションキャラデザイン・総作画監督 - 高橋裕一[23]
- 美術設定 - 上遠野洋一[23]
- 美術監督 - 倉本章[23]、斎藤陽子[23]
- 色彩設計 - 辻󠄀田邦夫[23]
- ビジュアルディレクター - 泉津井陽一[23]
- 3D監督 - 白井賢一[23]
- 編集 - 西山茂[23]
- 音響監督 - 長崎行男[23]
- 音楽 - 岩崎琢[23]
- プロデューサー - 佐藤公章[23]、須藤雄樹[23]
- 企画プロデュース - 山本幸治[23]
- 制作 - くるせる[23]、EOTA[23]
- 配給 - ツインエンジン[23]、ギグリーボックス[23]

#### 主題歌（火鼠）
「花無双」
アイナ・ジ・エンドによる主題歌。

## 漫画
モノノ怪 （ヤングガンガンコミックス、スクウェア・エニックス）
作画 - 蜷川ヤエコ、原作 - 怪 〜ayakashi〜 製作委員会 アニメ「化猫」より
- 壱 （2008年2月25日発行）ISBN 978-4-7575-2211-4
- 弐 （2008年10月25日発行）ISBN 978-4-7575-2388-3

新装版（ゼノンコミックス、ノース・スターズ・ピクチャーズ発行、徳間書店発売）
- 怪 〜ayakashi〜 化猫 モノノ怪前日譚（2018年12月20日発行）ISBN 978-4-1998-0541-7

雑誌『ヤングガンガン』にて連載された。旧版や新装版の副題に『モノノ怪』と冠してはいるが、内容は『怪 〜ayakashi〜「化猫」』の漫画版。
モノノ怪 -海坊主- （ゼノンコミックス、ノース・スターズ・ピクチャーズ発行、徳間書店発売）
作画 - 蜷川ヤエコ、脚本 - 小中千昭、原作 - 〜モノノ怪〜製作委員会 アニメ「海坊主」より
- 上 （2014年8月9日発行（2014年7月19日発売））ISBN 978-4-19-980223-2
- 下 （2015年1月9日発行（2014年12月20日発売））ISBN 978-4-19-980250-8

雑誌『月刊コミックゼノン』にて連載された。
モノノ怪 -座敷童子- （ゼノンコミックス、ノース・スターズ・ピクチャーズ発行、徳間書店発売）
作画 - 蜷川ヤエコ、原作 - 〜モノノ怪〜製作委員会 アニメ「座敷童子」より
- （2015年12月10日発行（2015年11月20日発売））ISBN 978-4-19-980310-9

雑誌『月刊コミックゼノン』にて連載された。
モノノ怪 -鵺- （ゼノンコミックス、ノース・スターズ・ピクチャーズ発行、徳間書店発売）
作画 - 蜷川ヤエコ、原作 - 〜モノノ怪〜製作委員会 アニメ「鵺」より
- （2016年12月10日発行（2016年11月19日発売））ISBN 978-4-19-980381-9

雑誌『月刊コミックゼノン』にて連載された。
モノノ怪 -のっぺらぼう- （ゼノンコミックス、ノース・スターズ・ピクチャーズ発行、徳間書店発売）
作画 - 蜷川ヤエコ、原作 - 〜モノノ怪〜製作委員会 アニメ「のっぺらぼう」より
- （2017年12月10日発行（2016年11月20日発売））ISBN 978-4-19-980457-1

雑誌『月刊コミックゼノン』にて連載された。
モノノ怪 -化猫- （ゼノンコミックス、ノース・スターズ・ピクチャーズ発行、徳間書店発売）
作画 - 蜷川ヤエコ、原作 - 〜モノノ怪〜製作委員会 アニメ「化猫」より
- 上（2018年1月10日発行（2017年12月20日発売））ISBN 978-4-19-980540-0
- 下（2019年10月10日発行（2019年9月20日発売））ISBN 978-4-19-980593-6

雑誌『月刊コミックゼノン』にて連載された。
劇場版モノノ怪 唐傘（シリウスKC、講談社発売）
作画 - 永田狐子、協力 - ツインエンジン
- 上（2024年7月23日発売）ISBN 978-4-06-536170-2
- 下（2025年3月7日発売）ISBN 978-4-06-538751-1

ウェブコミック配信サイト『コミックDAYS』にて連載された。

## 小説
モノノ怪 執 （角川文庫、KADOKAWA）
作 - 仁木英之
- （2022年6月10日発行）ISBN 978-4-7575-2211-4

ほかの媒体と異なり現実的な江戸時代を舞台としている。時代を超えて存在し続ける薬売りの男の設定から会津騒動や為永春水といった様々な年代の実在の事件や人物が登場するエピソードもある。
モノノ怪 鬼 （角川文庫、KADOKAWA）
作 - 仁木英之
- （2024年6月13日発行）ISBN 978-4-04-114097-0

小説 劇場版モノノ怪 唐傘 （角川文庫、KADOKAWA）
作 - 新八角
- （2024年6月13日発売）ISBN 978-4-04-114090-1

小説 劇場版モノノ怪 火鼠 （角川文庫、KADOKAWA）
作 - 新八角
- （2025年2月25日発売）ISBN 978-4-04-114091-8

## 舞台

### 舞台「モノノ怪〜化猫〜」
舞台「モノノ怪〜化猫〜」のタイトルで2023年2月4日から15日に飛行船シアターにて上演された。

#### キャスト（舞台・化猫）
- 薬売り - 荒木宏文
- 珠生 - 岡田夢以
- 坂井伊行 - 大平峻也、大重わたる[注 1]
- 加世 - 水原ゆき
- 坂井伊國 - 伊藤裕一
- 小田島 - 白又敦
- 勝山 - 西洋亮
- 笹岡 - 遠藤拓海
- さと - 伊藤わこ
- 坂井伊顕 - 高山猛久
- 坂井水江 - 新原ミナミ
- 弥平 - 中村哲人
- 坂井真央 - 波多野比奈
- パフォーマー - 川村理沙、肥田野好美、大橋美優、鈴木彩海

#### スタッフ（舞台・化猫）
- 脚本 - 月森葵
- 演出 - ヨリコ ジュン

### 舞台「モノノ怪〜座敷童子〜」
舞台「モノノ怪〜座敷童子〜」のタイトルで2024年3月21日から24日にIMM THEATER、2024年3月29日から31日にCOOL JAPAN PARK OSAKA WWホール、2024年4月4日から7日に凱旋公演としてIMM THEATERにてそれぞれ上演された。

#### キャスト（舞台・座敷童子）
- 薬売り - 新木宏典（旧名義：荒木宏文）
- 志乃 - 岡田夢以
- 徳次 - 西銘駿 / 白又敦（※ダブルキャスト）
- 少年徳次 - 大平峻也
- 久代 - 新原ミナミ
- フク - 加藤里保菜
- ボボ - 中村哲人
- ステ - 田上真里奈
- トメ吉 - 西洋亮
- イチ／直助 - 高山猛久
- 若き久代 - 井筒しま
- ヤス - 波多野比奈
- フジ - 藤原ひとみ
- モト - ⻑島静莉奈

#### スタッフ（舞台・座敷童子）
- 脚本 - 高橋郁子
- 演出/映像 - ヨリコ ジュン

## Blu-ray Disc / DVD
DVDは初回限定版と通常版が発売されている。初回限定版のみ橋本敬史書き下ろし特別外箱入りで、巻によってそれぞれ特製ブックレット、ファイル、ポストカード等が付属する。発売は角川エンタテインメント。

### テレビアニメ関連

#### DVD
| 巻数                    | 発売日         | 映像特典                                                                                                   | 規格品番   |
| ----------------------- | -------------- | --- | ---------- |
| 壱之巻 「座敷童子」     | 2007年10月26日 | 櫻井孝宏 対モノノ怪指南（櫻井さんがモノノ怪と対峙してしまったら?!映像） 設定画ギャラリー ノンテロップOP&ED | ACBA-10538 |
| 弐之巻 「海坊主」       | 2007年11月22日 | 櫻井孝宏、中村健治、橋本敬史コメンタリー（大詰め） 設定画ギャラリー プロモーション映像集                   | ACBA-10539 |
| 参之巻 「のっぺらぼう」 | 2007年12月21日 | 櫻井孝宏、中村健治、橋本敬史コメンタリー（後編） 【静止画】設定画ギャラリー                                | ACBA-10540 |
| 四之巻 「鵺」           | 2008年1月22日  | 櫻井孝宏、中村健治、橋本敬史コメンタリー（後編） 【静止画】設定画ギャラリー                                | ACBA-10541 |
| 伍之巻 「化猫」         | 2008年2月22日  | 櫻井孝宏、中村健治、橋本敬史コメンタリー（大詰め） 【静止画】設定画ギャラリー 化猫CGメイキング映像         | ACBA-10542 |

#### モノノ怪＋怪 〜ayakashi〜 化猫DVD-BOX 初回限定生産
DVD再編集版、映像特典はDVD版と同じ内容。ブックレット同梱。和風デザイン外箱BOX、橋本敬史書き下ろし屏風デジパック仕様6枚組。特製モノノ怪しおり付き。
発売は2009年4月8日。規格品番はACBA-10673。角川エンタテインメント。
| Disc  | 収録話                         | 映像特典                                                                                                   |
| ----- | ------------------------------ | --- |
| Disc1 | 「怪 〜ayakashi〜 化猫」全3話  | スタッフ＆キャスト音声解説 ノンテロップOP&ED「化猫」版                                                     |
| Disc2 | 「モノノ怪 座敷童子」全2話     | 櫻井孝宏 対モノノ怪指南（櫻井さんがモノノ怪と対峙してしまったら?!映像） 設定画ギャラリー ノンテロップOP&ED |
| Disc3 | 「モノノ怪 海坊主」全3話       | 櫻井孝宏、中村健治、橋本敬史コメンタリー（大詰め） 設定画ギャラリー プロモーション映像集                   |
| Disc4 | 「モノノ怪 のっぺらぼう」全2話 | 櫻井孝宏、中村健治、橋本敬史コメンタリー（後編） 【静止画】設定画ギャラリー                                |
| Disc5 | モノノ怪 鵺」全2話             | 櫻井孝宏、中村健治、橋本敬史コメンタリー（後編） 【静止画】設定画ギャラリー                                |
| Disc6 | モノノ怪 化猫」全3話           | 櫻井孝宏、中村健治、橋本敬史コメンタリー（大詰め） 【静止画】設定画ギャラリー 化猫CGメイキング映像         |

#### モノノ怪＋怪 〜ayakashi〜 化猫Blu-ray Disc-BOX
DVD-BOX版の再編集版3枚組。ブックレット同梱。和風デザイン外箱BOX。発売は2011年4月6日。規格品番はACXA-10832。
| Disc  | 収録話                                                   | 映像特典                                                                    |
| ----- | -------------------------------------------------------- | --------------------------------------------------------------------------- |
| Disc1 | 「怪 〜ayakashi〜 化猫」全3話 「モノノ怪 座敷童子」全2話 | 「怪 〜ayakashi〜 化猫」「モノノ怪」ノンテロップOP/ED 櫻井孝宏インタビュー  |
| Disc2 | 「モノノ怪 海坊主」全3話 「モノノ怪 のっぺらぼう」全2話  | 「モノノ怪 海坊主/のっぺらぼう」オーディオコメンタリー プロモーション映像集 |
| Disc3 | 「モノノ怪 鵺」全2話 「モノノ怪 化猫」全3話              | 「モノノ怪 鵺/化猫」オーディオコメンタリー 「モノノ怪 鵺/化猫」CGメイキング |

### 劇場アニメ関連
| 発売日                  | 規格品番                | 規格品番                |
| 発売日                  | BD                      | DVD                     |
| 『劇場版モノノ怪 唐傘』 | 『劇場版モノノ怪 唐傘』 | 『劇場版モノノ怪 唐傘』 |
| ----------------------- | ----------------------- | ----------------------- |
| 2024年12月18日予定      | VPXV-72090              | VPBV-14249              |